# カッセル郡
カッセル郡 (ドイツ語: Landkreis Kassel) は、ドイツ連邦共和国ヘッセン州北部のカッセル行政管区に属す郡。隣接するのは、北がニーダーザクセン州ノルトハイム郡、東がニーダーザクセン州ゲッティンゲン郡とヴェラ＝マイスナー郡、南がシュヴァルム＝エーダー郡、西がヴァルデック＝フランケンベルク郡、北西がノルトライン＝ヴェストファーレン州のヘクスター郡である。郡独立市のカッセル（本郡の郡庁所在地である）が郡域の真ん中に位置しており、本郡で取り囲まれている。

## 地理
郡域は、ヘルクレス (515 m) が建つハービヒツヴァルトの山地を境界とするカッセル盆地とヴォルフハーゲン盆地を含んでいる。郡の東部で、フルダ川が南からカッセルへと流れている。この川は最終的には、ハン・ミュンデンでヴェーザー川となる。ヴェーザー川はラインハルトの森の周りを流れ、その大部分がニーダーザクセンとの州境をなし、最も北に位置するバート・カールスハーフェン近郊で再び郡域から離れる。

## 歴史
現在の郡域の大部分は、ヘッセン人の祖であるゲルマン人カッティ族の中核入植地とほぼ完全に一致する。中世初期には、現在の郡域は様々な支配者（ヘッセン方伯、マインツ選帝侯、パーダーボルン司教、ケルン選帝侯、ブラウンシュヴァイク公）の間で定まることがなかった。しかし、ヘッセン方伯の創設後は極めて速やかに統一された支配下に編入された。その後、19世紀初めにヘッセン選帝侯領となるヘッセン＝カッセル方伯領が創設された。1866年にヘッセン選帝侯領はプロイセン王国に併合され、同じように併合されたナッサウ公領、自由都市フランクフルトとともにヘッセン＝ナッサウ州に統合された。ヘッセン選帝侯領では、カッセル県からカッセル郡、ホーフガイスマー郡、ヴォルフハーゲン郡が設けられた。後者たちは、ヘッセン州の郡域再編に伴って、1972年8月1日にカッセル郡に統合された。ただしヴォルフハーゲン郡のフォルクマルゼンだけは、ヴァルデック＝フランケンベルク郡の所属となった。

## 行政

### 郡議会
2021年３月14日の選挙結果は以下の通りである
| 政党         | 得票率 | 議席数 |
| ------------ | ------ | ------ |
| SPD          | 40.6   | 33     |
| CDU          | 24.2   | 20     |
| Grüne        | 14.1   | 11     |
| Freie Wähler | 7.0    | 6      |
| AfD          | 6.1    | 5      |
| FDP          | 4.0    | 3      |
| Linke        | 3.9    | 3      |
| 計           | 100.0  | 81     |
| 投票率       | 50.1   | 50.1   |

### 郡長
1972年の郡域再編後の郡長を列記する。
- 1972年8月1日 - 1974年12月18日: ヘルベルト・ギュンター (SPD)
- 1974年12月19日 - 1981年2月6日: ゲルハルト・アーノルト (SPD)
- 1981年2月7日 - 1991年6月30日: ヴィリー・アイアーマン (SPD)
- 1991年7月1日 - 2009年6月30日: ウード・シュリッツベルガー (SPD)
- 2009年7月1日 - 2021年6月30日: ウーヴェ・シュミット (SPD)
- 2021年7月1日 - : アンドレアス・ジーベルト (SPD)

### 紋章
青地と金地に斜めに二分割。上部は金の冠を被り、金の爪をもつヘッセンの獅子。下部は、扇形に配置された3枚のオークの葉、その上に2本のオオカミ用の罠が斜めに配置されている。この紋章の使用が承認されたのは1975年5月9日である。
ヘッセンの獅子はヘッセン方伯領（首都はカッセル）への帰属を象徴している。オークの葉は、ラインハルトの森で聖ボニファティウスがドーナル神のオークを切り倒し、キリストの優越性を示したという地元の故事を表している。オークは旧ホーフガイスマー郡の紋章にも用いられていた。オオカミ用の罠は旧ヴォルフハーゲン郡の紋章に描かれていた。ヴォルフハーゲン郡の古い紋章にはヴォルフハーゲン家の別紋である黒いオオカミが描かれていた。

### 姉妹自治体
- ヴァルトフィールテル（オーストリア、ニーダーエステルライヒ州北部）
- フォルリ＝チェゼーナ県（イタリア、エミリア＝ロマーニャ州）
- チェペル島（ハンガリー）
- ヤロスラヴリ（ロシア、ヤロスラヴリ州）

## 経済と社会資本

### 交通

#### 道路
郡内を、連邦アウトバーン A7号線（ヴュルツブルク - カッセル - ハノーファー）、A44号線（カッセル - ドルトムント）、A49号線（カッセル - ボルケン (ヘッセン)）が通っている。さらに数多くの連邦道や郡道が郡域内を結んでいる: 連邦道B7号線、B83号線、B241号線、および旧B520号線などである。

#### 公共交通
カッセル郡は、北ヘッセン交通連盟 (NVV) に属している。
多くの鉄道路線が放射状にカッセルに向かっている。
- 北からはフリードリヒ＝ヴィルヘルムス北線: 郡内の駅は、リーベナウ (Bz カッセル)、ホーフガイスマ＝＝ヒュンメ、ホーフガイスマー、インメンハウゼン、エスペナウ＝メンヒェホーフ、フェルマー＝オーバーフェルマー
- 北東からはハレ＝カッセラー鉄道: 郡内の駅はフルダタール＝イーリングスハウゼン、フェルマー＝ニーダーフェルマー
- 南からはマイン＝ヴェーザー＝鉄道: 郡内の駅はバウナタール＝グンタースハウゼン、バウナタール＝レーガースハウゼン
- 西からはフォルクマルゼン - フェルマー＝オーバーフェルマー線: 郡内の駅はヴォルフハーゲン、アルテンハーズンゲン、オーバーエルズンゲン、ツィーレンベルク＝ローゼンタール、ツィーレンベルク、フュステンヴァルト、ヴァイマー、ヘッカースタール、フェルマー＝オーバーフェルマー

バウナタール市はさらにカッセル路面電車第5系統と第7系統とで結ばれており、第4系統がカウフンゲン、ヘルザ、ヘッシシュ・リヒテナウを通っている。フェルマー市も近い将来路面鉄道網で結ばれる予定で、その工事はすでに始まっている。レギオトラムは2007年8月からカッセル中心街とヴォルフハーゲン、メルズンゲン、ヴァーブルク (ヴェストファーレン)、ホーフガイスマー、シュヴァルムシュタット＝トライザを結んでいる。
郡北部では、バート・カールスハーフェンでゾリング鉄道が、フェルナヴァールスハウゼンでゲッティンゲン - ボーデンフェルデ線が利用できる。さらに多くのバス路線が、この郡に属す市町村とカッセル市とを結んでいる。

#### 空港
カッセル＝カルデン空港はカッセルの北約 17 km に位置する。2011年に空港の新築工事が始まった。新しいカッセル＝カルデン空港の完成は2013年の予定である。

## 市町村
| 市 1. バート・カールスハーフェン (Bad Karlshafen 3,701) 2. バウナタール (Baunatal 28,298) 3. グレーベンシュタイン (Grebenstein 5,706) 4. ホーフガイスマー (Hofgeismar 15,626) 5. インメンハウゼン (Immenhausen 7,190) 6. リーベナウ (Liebenau 2,970) 7. ナウムブルク (Naumburg 5,095) 8. トレンデルブルク (Trendelburg 4,785) 9. フェルマー (Vellmar 18,622) 10. ヴォルフハーゲン (Wolfhagen 13,411) 11. ツィーレンベルク (Zierenberg 6,609) 町村 1. アーナタール (Ahnatal 7,965) 2. バート・エムスタール (Bad Emstal 5,938) 3. ブロイナ (Breuna 3,573) 4. カルデン (Calden 7,609) 5. エスペナウ (Espenau 5,369) 6. フルダブリュック (Fuldabrück 9,039) 7. フルダタール (Fuldatal 13,016) 8. ハービヒツヴァルト (Habichtswald 5,300) 9. ヘルザ (Helsa 5,754) 10. カウフンゲン (Kaufungen 12,752) 11. ローフェルデン (Lohfelden 14,395) 12. ニーステ (Nieste 2,119) 13. ニーステタール (Niestetal 11,498) 14. ラインハルツハーゲン (Reinhardshagen 4,417) 15. シャウエンブルク (Schauenburg 10,611) 16. ゼーレヴァルト (Söhrewald 4,636) 17. ヴェーザータール (Wesertal 5,091) 市町村の人口は、2023年12月31日現在のものである | 市町村に属さない地域 1. グーツベツィルク・ラインハルツヴァルト (Gutsbezirk Reinhardswald) （無人） |

## 引用
1. 1 2  Hessisches Statistisches Landesamt: Bevölkerung in Hessen am 31.12.2023 (Landkreise, kreisfreie Städte und Gemeinden, Einwohnerzahlen auf Grundlage des Zensus 2011)]
2. ↑  “Kreiswahl Landkreis Kasse am 14.03.2021”. 2022年3月9日閲覧。